# Construcción ciclópea

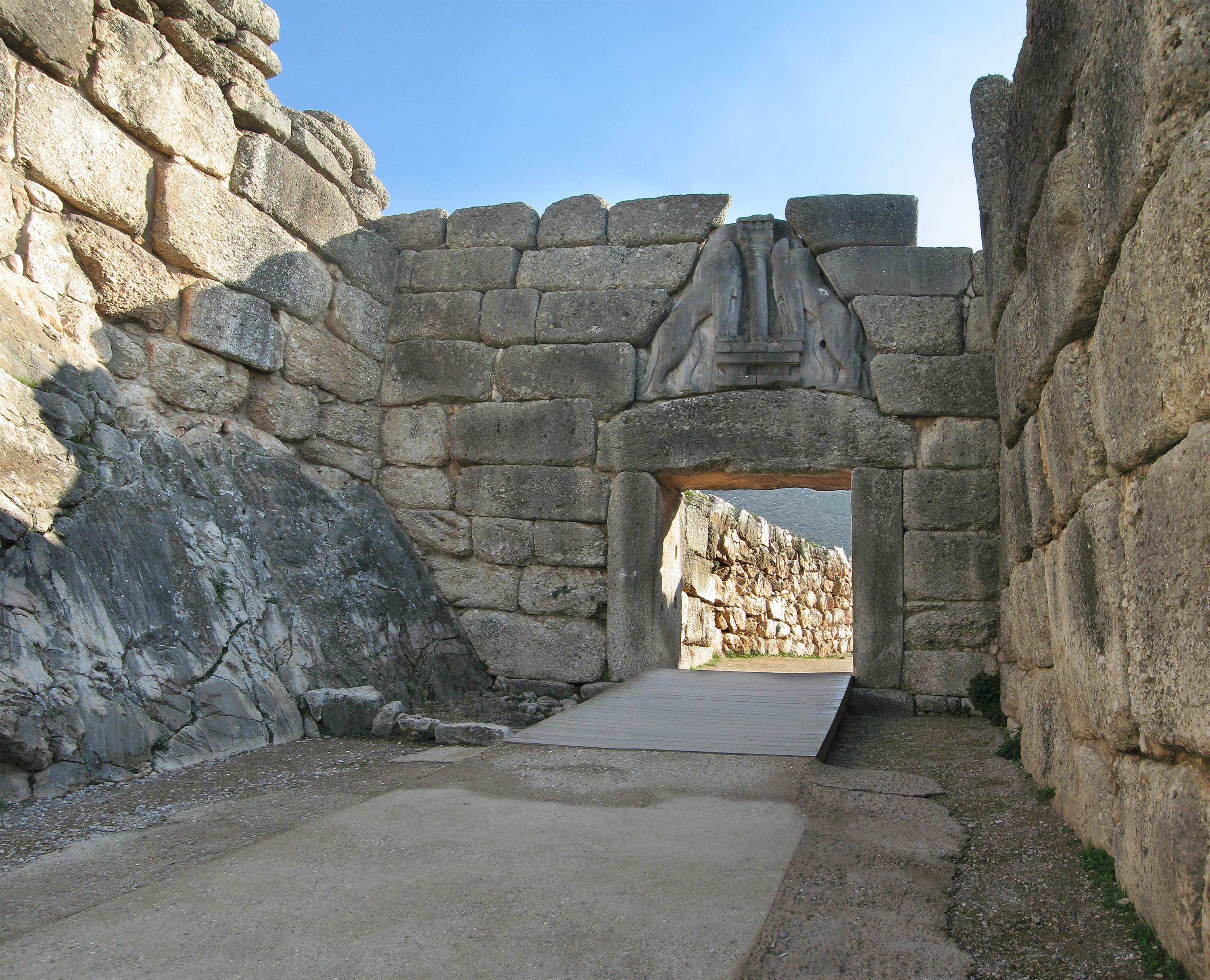
Puerta de los leones en Micenas (Grecia).

Se llama construcción ciclópea a la realizada con grandes piedras sin argamasa. Aunque algunos arqueólogos las denominan como construcciones megalíticas, las construcciones ciclópeas se distinguen de aquellas que tienen algún aparejo que puede ser más o menos poligonal o bien ciclópeo propiamente dicho; no así las megalíticas. Dado que este tipo de técnica es típica de las antiguas construcciones de Micenas y Tirinto (Grecia) que se atribuían a los pelasgos o primeros pobladores de dicha región, también se la conoce como pelásgica y micénica.

## Clasificación

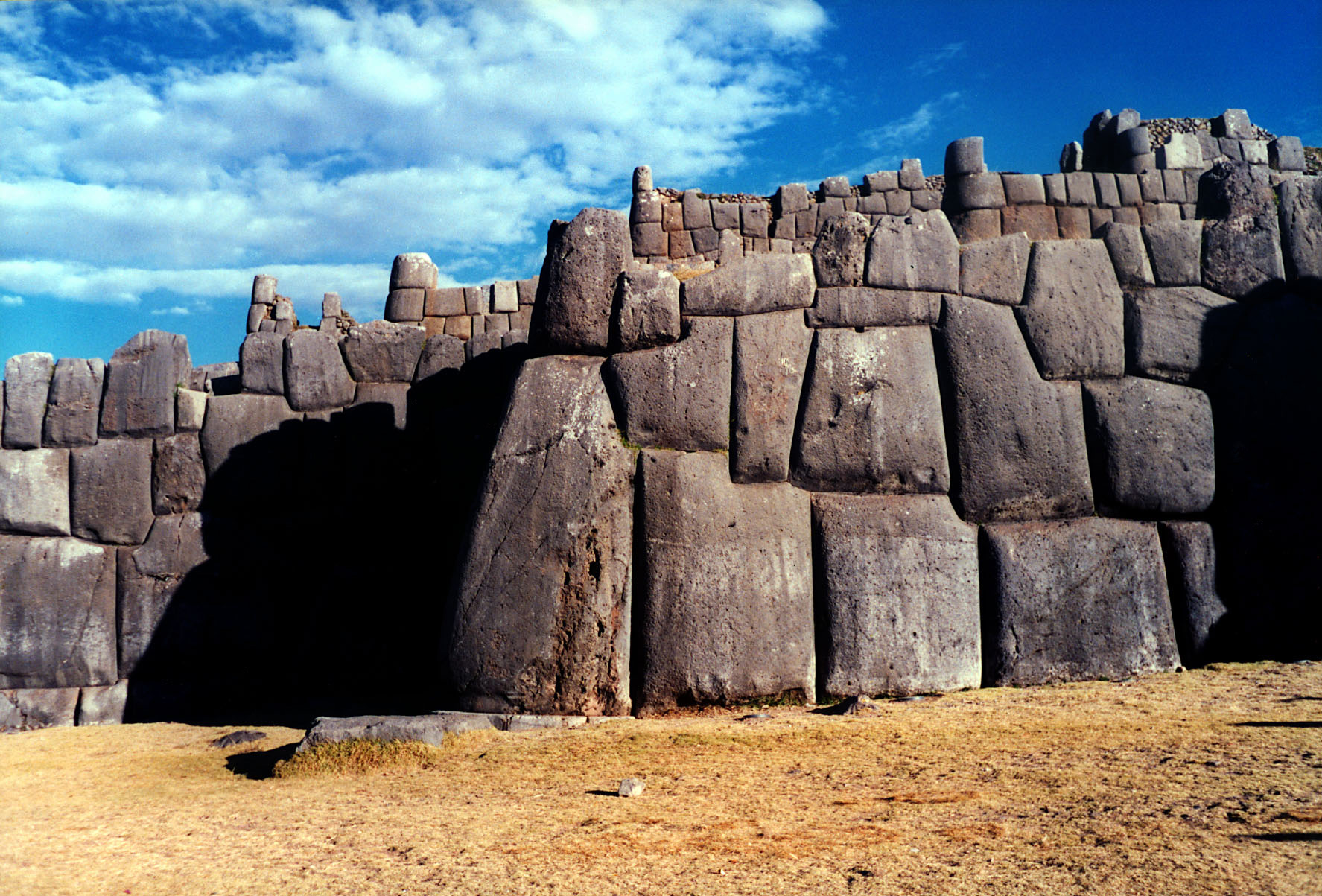
Muros de Sacsayhuamán (Perú).

A este género de construcciones pertenecen las conocidas con los siguientes nombres:

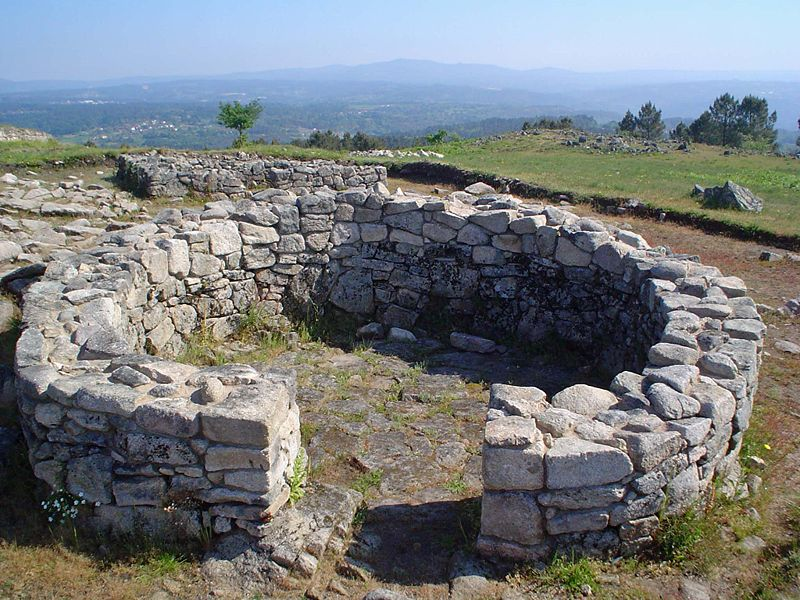
Castro en Galicia.

- Murallas ciclópeas, verdaderos muros defensivos de antiguas ciudades como son los restos de las primitivas murallas de Tarragona, Ibros (Jaén), Numancia y Santa María de Huerta (Soria).[3]
- Castros de Galicia y Asturias, y citanias en Extremadura y Portugal o ruinas de antiguos pueblos en recintos fortificados con fosos y parapetos de perímetro más o menos circular en montecillos que no siempre datan de épocas prehistóricas.[3]
- Talayots de Baleares, edificios de piedra en forma de cono truncado casi macizos, con alguna rampa o rudimentaria escalera exterior y con una pequeña cámara en su interior a la que se accede por una puerta pequeña y un estrecho corredor.[3]
- Navetas de Menorca, construcciones de estructura semejante a los talayots, aunque tienen su cámara interior más amplia y ofrecen al exterior algún parecido con una pequeña nave invertida, de donde les viene el nombre impropio que llevan (pues su planta tiene más bien forma de herradura).[3]
- Nuragas, de Cerdeña, edificios que en dicha isla corresponden a los talayots de Baleares, aunque de forma algo más cónica y a veces semielipsoidal.[3]
- Tumbas de cúpula (de falsa bóveda cupuliforme), cámaras sepulcrales formadas por series de piedras horizontales y en círculo, salientes unas sobre otras hasta constituir una especie de cúpula algo cónica, soterradas y precedidas de una galería cubierta.[3]
- En el antiguo Perú se encuentran abundantes restos de piedras ciclópeas, como las murallas de Cuzco y los monumentos funerarios turriformes ora cuadradas, ora redondas o ligeramente cónicas, llamados chulpas.[5]
- En Wyoming, EE. UU., el embalse de Pathfinder Reservoir; situado a 76 kilómetros al suroeste de Casper (Wyoming); está construido con técnica ciclópea, aunque es una estructura de principios del siglo XX.[5]
- En Irlanda, la mampostería ciclópea se puede ver en la construcción de algunas iglesias altomedievales.[5]

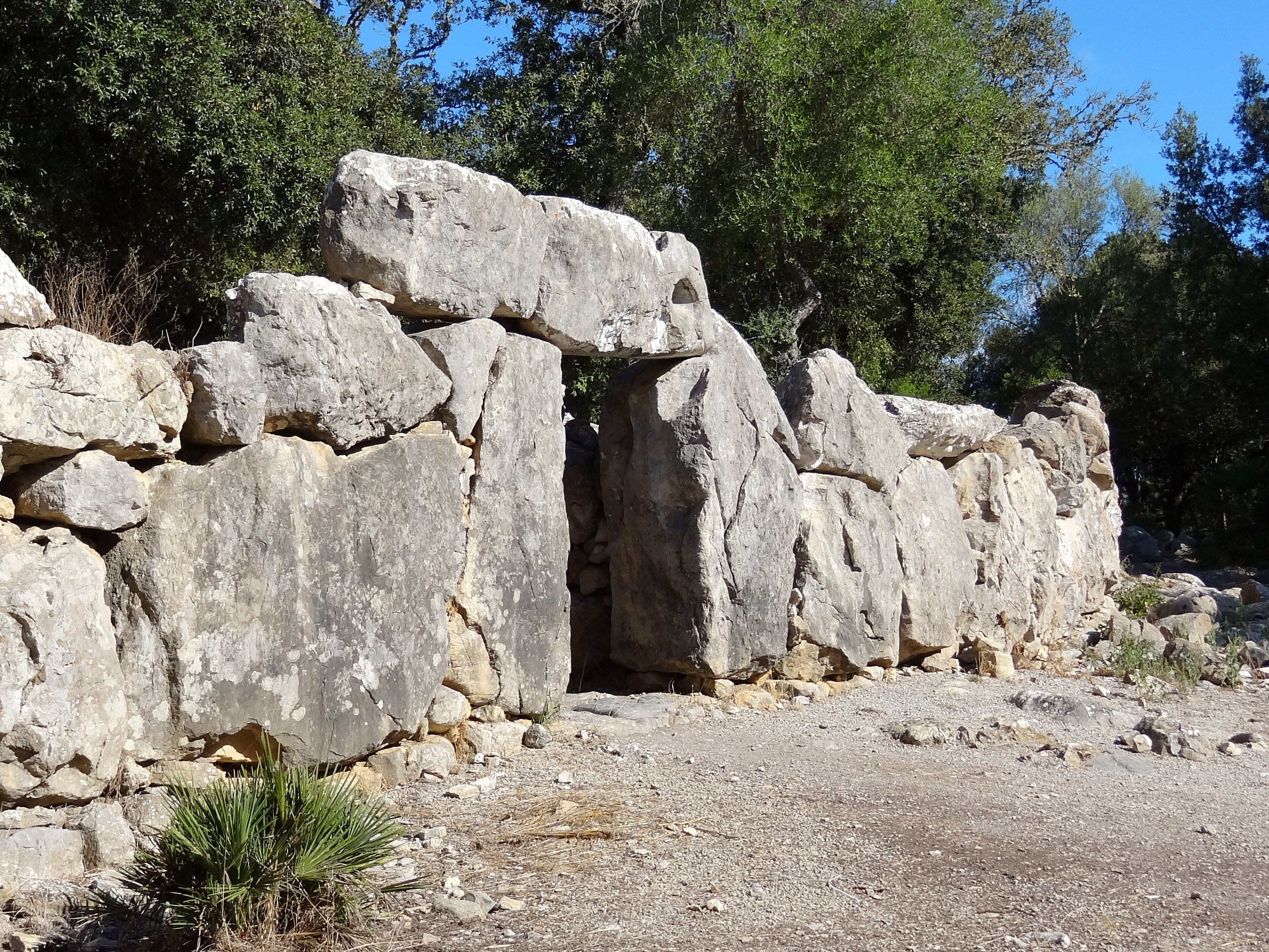
Talayot en Baleares
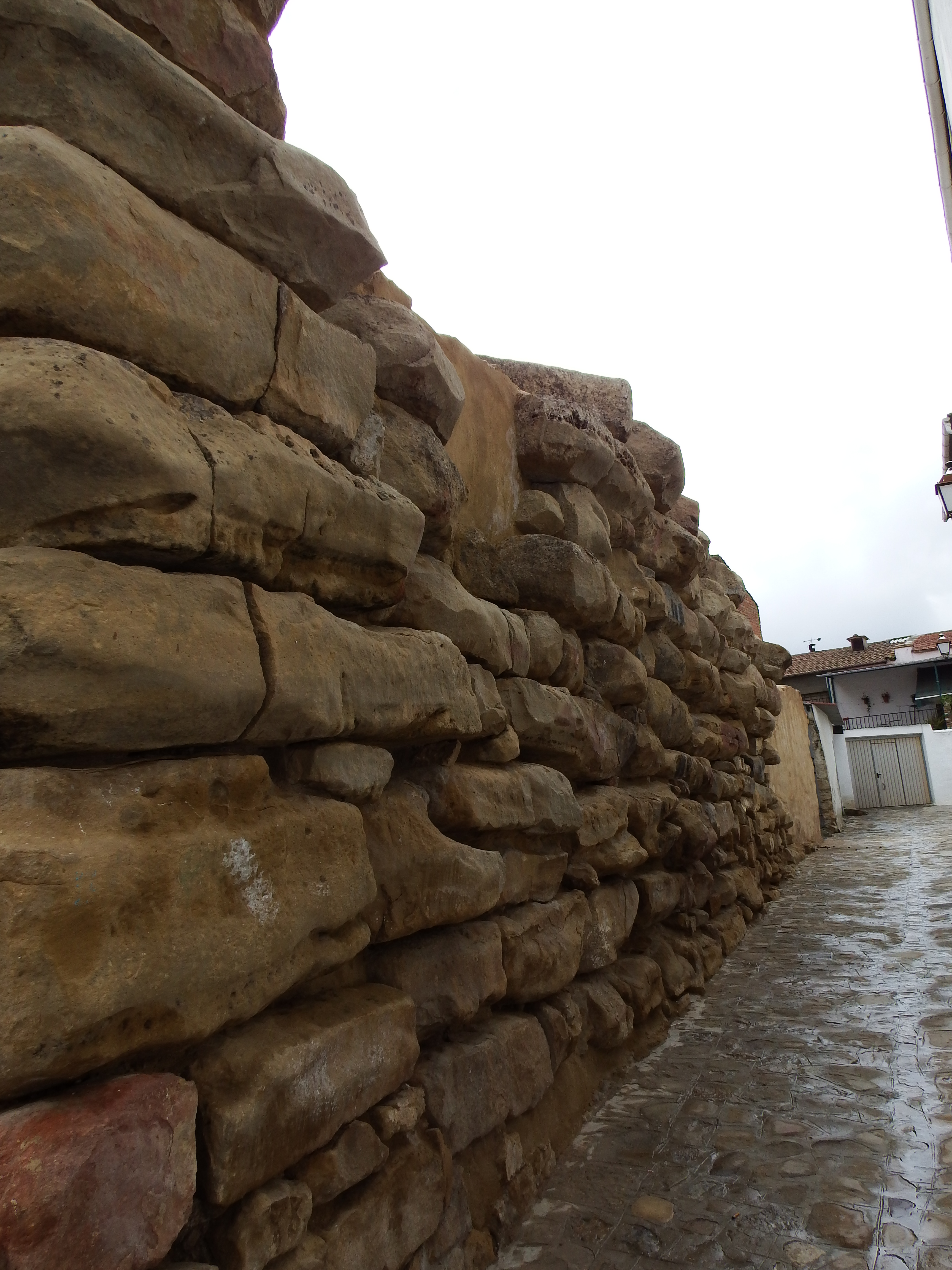
Muralla ciclópea de Ibros
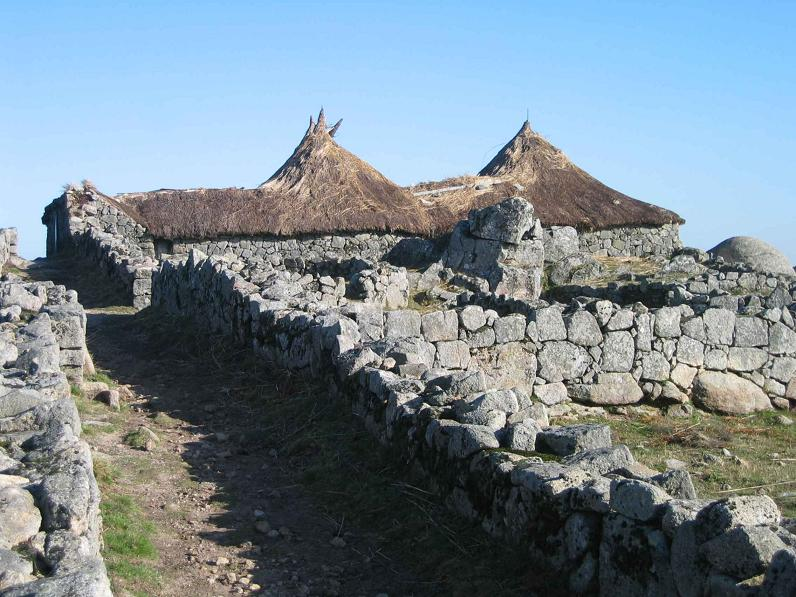
Citania en Portugal
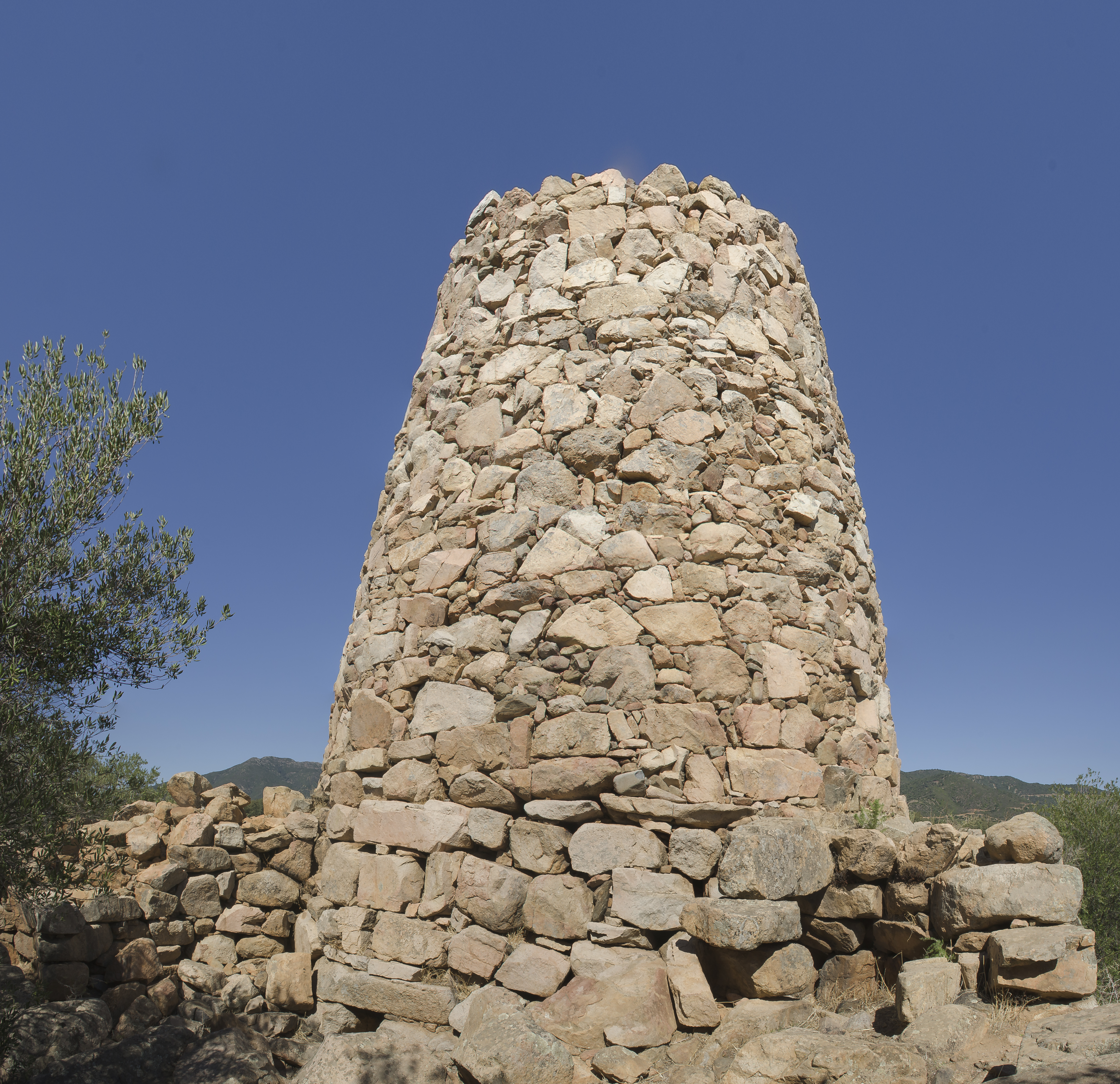
Nuraga en Italia
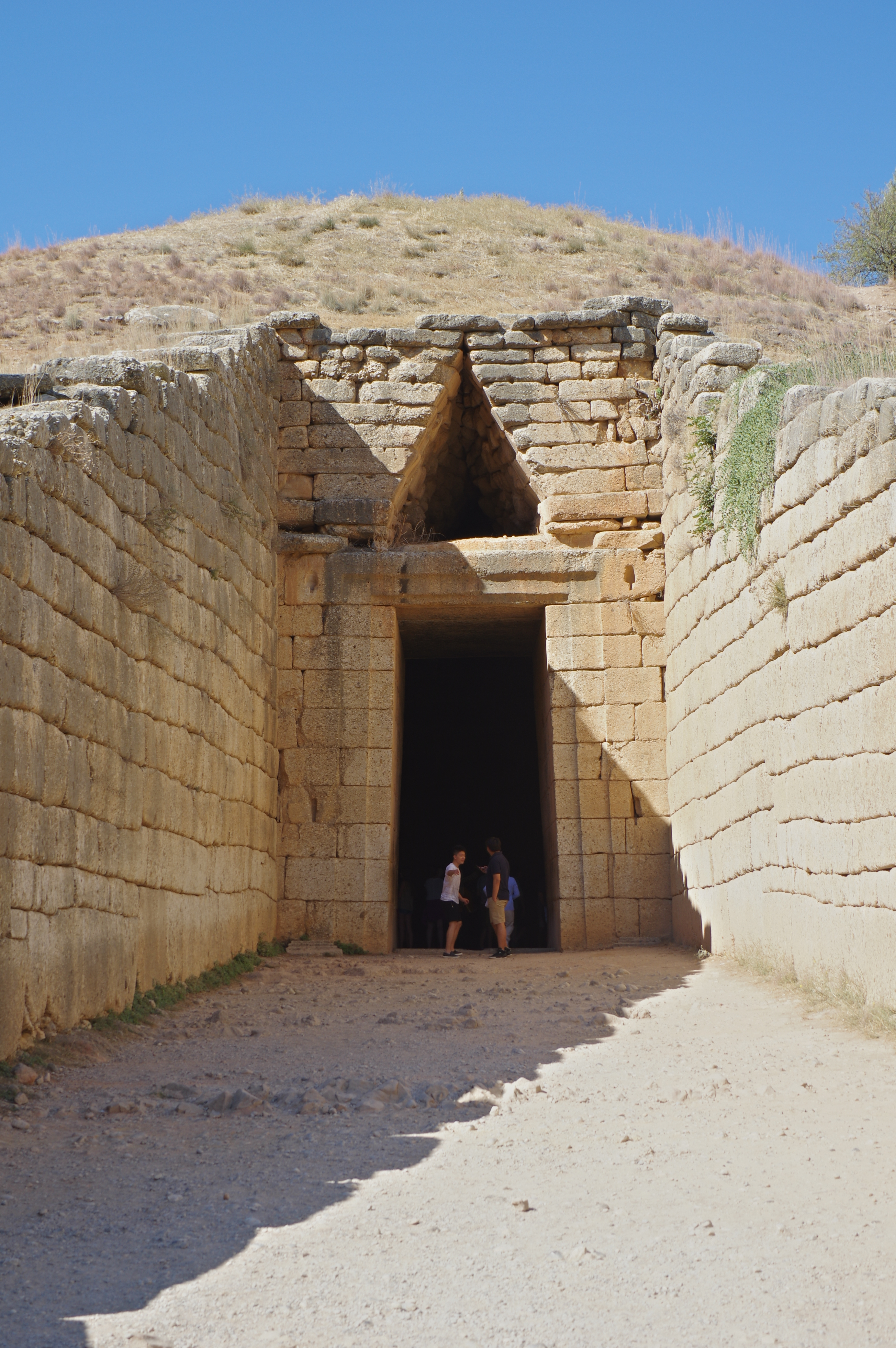
Tesoro de Atreo en Micenas
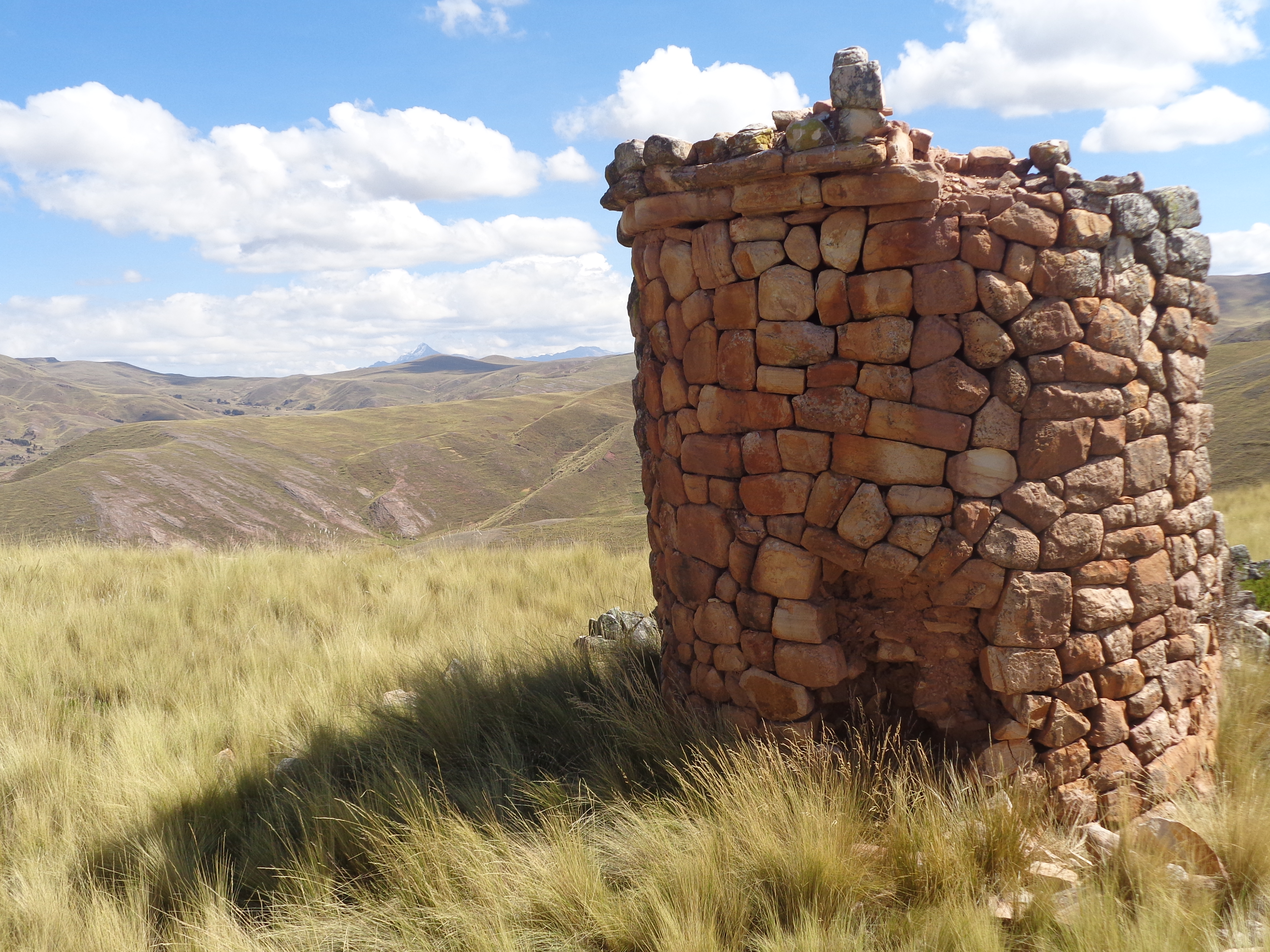
Chulpa en Perú

## Civilización micénica
Es típico el recinto amurallado de Micenas. También las fortificaciones ciclópeas de Tirinto, con casamatas, aspilleras y en otras fortalezas y acrópolis micénicas, u otras como las de Gla, Troya, la Acrópolis de Atenas (el muro pelásgico), etc.
El puente micénico de Kazarma, en la carretera de Micenas y Tirinto a Epidauro, es de la misma factura. Aún está en uso para las necesidades locales y agrícolas. 

## La arquitectura ciclópea de las Islas Baleares
Presente en las islas mayores del archipiélago balear (Mallorca y Menorca), está integrada por construcciones ciclópeas que la leyenda atribuye a los cíclopes debido al tamaño de los grandes bloques de piedra irregulares y sin desbastar que utiliza. Recibe también la denominación de Cultura Talayótica, porque los talayots son uno de los tipos que presenta, junto a las taulas y las navetas. 
El talaiot (talayot) está constituido básicamente por una torre-vigía o atalaya de forma troncocónica con función militar defensiva. Puede encontrase aislado o anexo al amurallamiento de un poblado, utilizándose su interior como almacén de alimentos. Entre los mejores conservados se encuentra el de Torello en Mahón (Menorca).

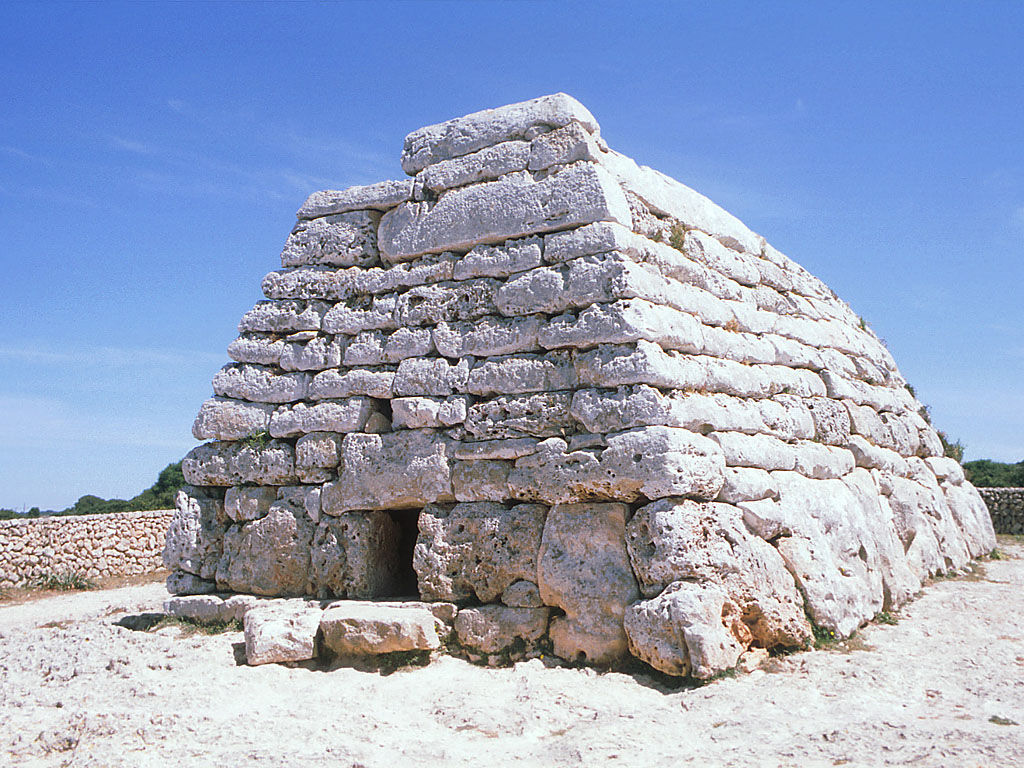
Naveta des Tudons, Menorca

Menos clara resulta la función de la taula, palabra de origen catalán que significa ‘mesa’ o ‘tabla’ debido a la forma de estas construcciones. Se levantaban sobre la zona principal del poblado, estando compuesta por una pieza vertical sobre la que descansa otro bloque horizontal a gran altura. Su función debió ser ceremonial por los restos de hogueras y animales sacrificados encontrados a su alrededor, aunque también se ha sugerido su carácter funerario puesto que podrían utilizarse para la exposición de cadáveres a fin de que fueran descarnados por las aves, según el ritual seguido por algunos pueblos. Destaca la de Torralba d'en Salort en Alayor (Menorca).
Las navetas deben el nombre a su forma de nave o barco invertido. Tienen planta rectangular pero presentan un ábside semicircular en el lado menor opuesto al de la entrada. Se encuentran tanto en el interior como en el exterior de los asentamientos porque las hay de dos tipos: de habitación y de enterramiento. Las de habitación fueron viviendas familiares de unos 70 metros cuadrados con hogar y molino de piedra. Las de enterramiento sirven de sepulcro colectivo formado por un pasillo que desemboca en una o dos cámaras superpuestas. Un buen ejemplo es la Naveta des Tudons en Ciudadela (Menorca).
En la isla de Cerdeña (Italia) se encuentran las nuragas, de aspecto similar a los talayots pero de función incierta.